# Сомовка (Харьковская область)
Со́мовка (укр. Сомівка) — село,
Сомовский сельский совет,
Зачепиловский район,
Харьковская область.
Код КОАТУУ — 6322284001. Население по переписи 2001 года составляет 531 (233/298 м/ж) человек.
Является административным центром Сомовского сельского совета, в который, кроме того, входят сёла
Займанка,
Лимановка и
Семеновка.

## Географическое положение
Село Сомовка находится на правом берегу реки Орель, русло реки извилисто, на нём много лиманов, на противоположном берегу проходит канал Днепр — Донбасс, ниже по течению на расстоянии в 6 км расположено село Семеновка, выше по течению на расстоянии в 2 км — село Займанка, село пересекает балка Жучиха, по которой протекает пересыхающий ручей.

## История
- 1758 — дата основания.

## Экономика
- ЧП «Сомовское».
- КСП «Зачепиловское».

## Объекты социальной сферы
- Школа.
- Дошкольное детское учреждение.
- Библиотека.
- Амбулатория семейного врача.
- Село газифицировано.

## Достопримечательности
- Братская могила советских воинов и памятный знак воинам-односельчанам. Похоронено 40 чел.